# 我的愛，我的新娘 (1990年電影)
《我的愛，我的新娘》（韓語：나의 사랑, 나의 신부）為1990年韓國愛情喜劇電影，由李明世編劇及執導，朴重勳、崔真實主演。
本片在2023年由韓國電影資料館以4K技術進行數碼修復，其後於2024年12月3日在韓國推出藍光光碟。

## 劇情介紹
夢想成為作家的英敏向大學同學美英求婚。新婚第一天晚上，美英帶著焦慮和莫名的悲傷在酒店房間門口長時間攔住英敏。他們的婚姻生活就這樣開始了。就在他們沉醉在新婚甜蜜的夢中時，英敏決定和美英一起去看電影，卻發現美英在咖啡館裡和一個男人面對面坐著。該男子是美英的前上司，但英敏誤會他是美英的舊情人。美英去父母家時，英敏給公司前輩承熙打電話，兩人一起喝酒後去了旅館。與此同時，收到前男友的來信後，美英拿出了一段婚禮視頻，陷入了對似乎發生變化的丈夫的思念。英敏獲得新人文學獎的那天，美英怨恨英敏不理她對她冷漠，兩人再次吵架。兩人繼續冷戰的那天，美英因急性闌尾炎住院，獨自在家的英敏發現美英不見了，就來到她在醫院的病房，英敏和美英最終和好。
幾年後，英敏和美英買了一間像樣的房子，有了兩個孩子，渡過了一個平靜的聖誕夜。

## 演員陣容
- 朴重勳 飾 金英敏
- 崔真實 飾 吳美英
- 金甫娟 飾 崔承熙
- 全茂松（朝鲜语：전무송） 飾 主編
- 宋永彰 飾 林課長
- 尹文植（朝鲜语：윤문식） 飾 具先生
- 都容九（朝鲜语：도용구） 飾 朴先生
- 金永培（朝鲜语：김영배 (배우)） 飾 徐先生
- 曹周美 飾 房東
- 崔鍾元 飾 醫師
- 權炳吉（朝鲜语：권병길） 飾 藥劑師

## 獎項
| - 第29屆大鐘獎（1991年） - 「最佳男主角獎」：朴重勳 | - 第29屆大鐘獎（1991年） - 「最佳新導演獎」：李明世 - 「最佳女新人獎」：崔真實 - 第12屆青龍電影獎（1991年） - 「最佳新導演獎」：李明世 - 第2屆春史電影獎（1991年） - 「最佳新導演獎」：李明世 - 第11屆韓國電影評論家協會獎（1991年） - 「最佳劇本獎」：李明世 - 「新人演技獎」：崔真實 - 第15屆黃金攝影獎（1991年） - 「金獎」：劉永吉 - 「新人演技獎」：崔真實 - 第36屆亞太影展（1991年） - 「最佳男主角獎」：朴重勳 - 「最佳剪接獎」：金 賢 - 「特別獎（青年導演獎）」：李明世 |

## 重拍
2014年，導演林贊相將此片重拍，依舊名為《我的愛我的新娘》，於2014年10月8日上映；由曹政奭、申敏兒主演。

## 外部連結
- 互联网电影数据库（IMDb）上《我的愛，我的新娘》的资料（英文）
- 韩国电影数据库（KMDb）上《我的愛，我的新娘》的資料